# Santa Cristina d'Aspromonte
Santa Cristina d'Aspromonte est une commune italienne du Mezzogiorno située dans la ville métropolitaine de Reggio de Calabre.

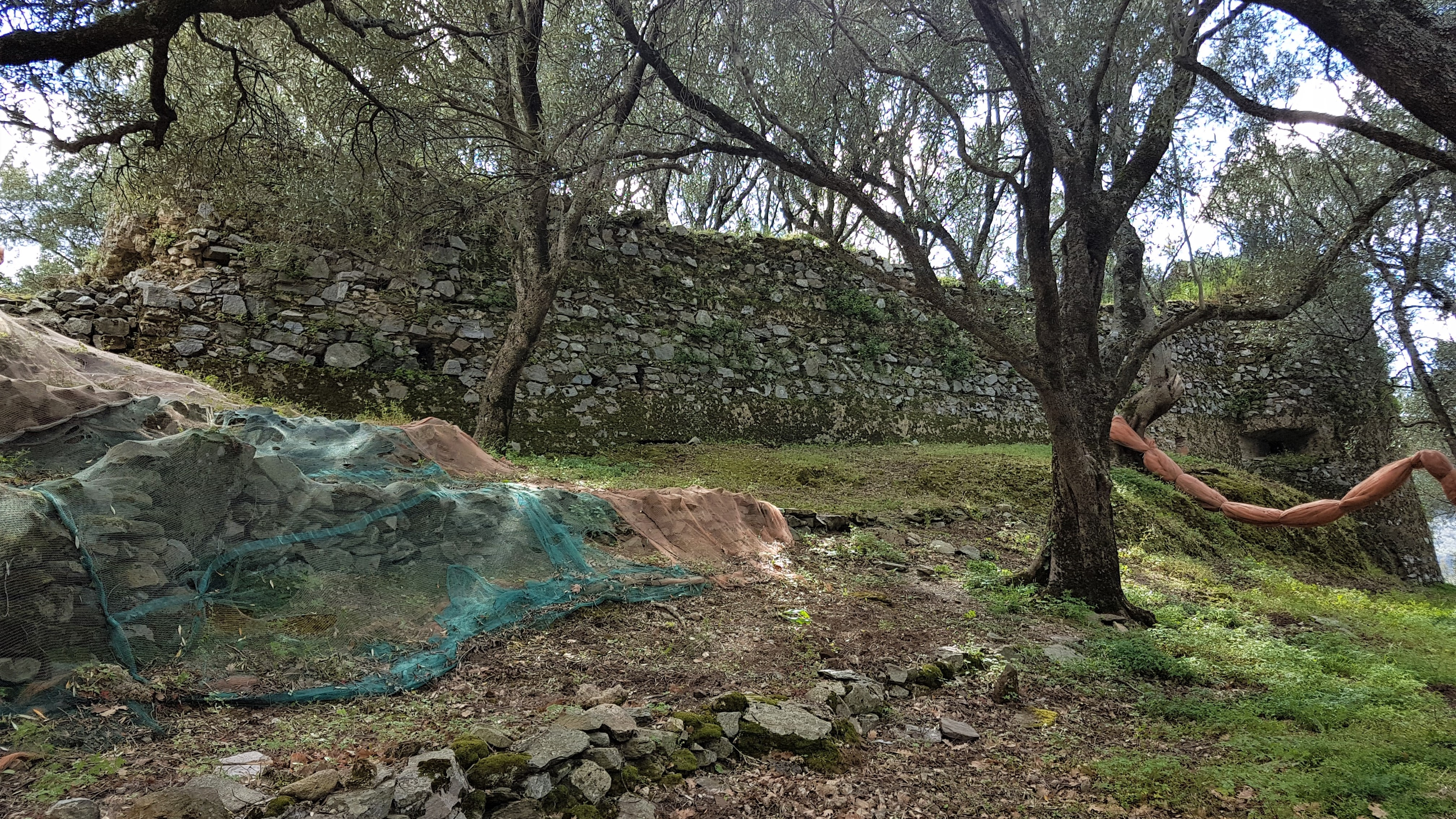
Vestiges de l'ancien château de Santa Cristina, dans une oliveraie.

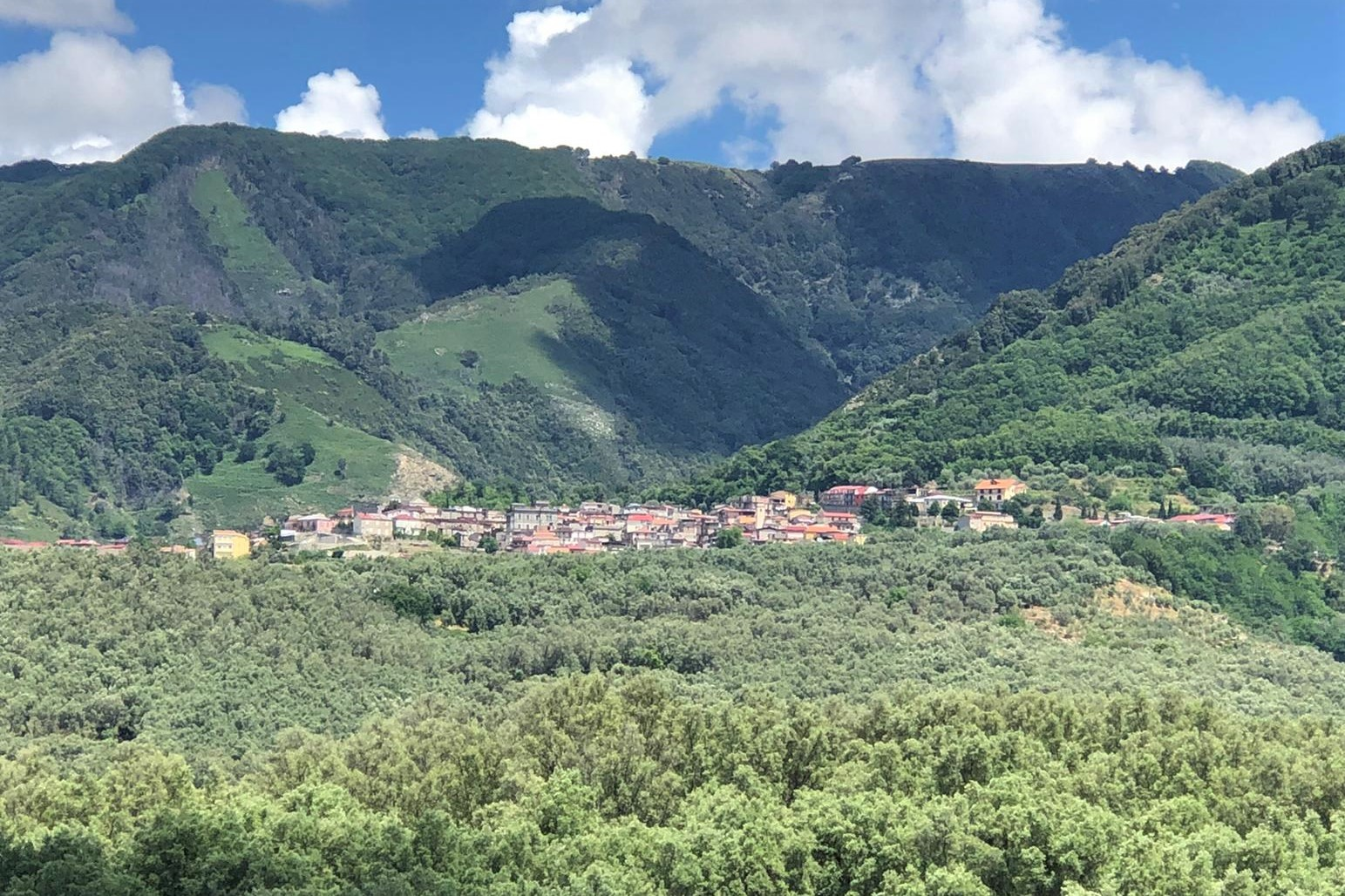
Vue lointaine du village.

## Administration
| Période                                  | Période | Identité | Étiquette | Qualité |
| ---------------------------------------- | ------- | -------- | --------- | ------- |
|                                          |         |          |           |         |
| Les données manquantes sont à compléter. |         |          |           |         |

### Hameaux
Lubrichi.

### Communes limitrophes
Careri, Cosoleto, Oppido Mamertina, Platì, San Luca, Scido.

### Personnes liées à la commune
- Mimmo Gangemi, né à Santa Cristina d'Aspromonte.